# Еріх Деппнер
Еріх Деппнер (нім. Erich Deppner; 8 серпня 1910, Гальденслебен — 13 грудня 2005, Анцінг) — німецький офіцер, штурмбанфюрер СС, начальник відділу по боротьбі з опором у відомстві керівника поліції безпеки і СД в Гаазі.

## Біографія
Син продавця. Після закінчення гуманістичної гімназії в Гальденслебені в 1929 році склав іспит на атестат зрілості. Вивчав юриспруденцію в університетах Марбурга, Галле та Мюнхена. У 1933 році здав перший державний іспит, а в 1937 році — другий.
У 1932 році вступив в НСДАП (партійний квиток № 1 254 844), в листопаді 1933 року — в СС (посвідчення № 177 571). 1 лютого 1937 року вступив на службу в СД. Навесні 1940 року очолив реферат III C1, який відає питаннями продовольства в недавно створеному Головному управлінні імперської безпеки.
В кінці травня 1940 року відряджений в айнзацгрупу, яка діяла в Нідерландах. Потім був переведений у відомство командира поліції безпеки і СД в Гаазі, де очолив відділ боротьби з опором. На цій посаді був відповідальним за страту 65 радянських військовополонених в квітні 1942 року. З липня по серпень 1942 року був комендантом концтабору Вестерборк, який був одним з двох транзитних таборів для депортації голландських євреїв в табори смерті. На цій посаді відповідав за депортацію євреїв в Аушвіц.
Після висадки союзників у Нормандії німці в терміновому порядку з міркувань безпеки доставили 1500 осіб із поліцейської в'язниці в Схевенінгені до концтабіру Герцогенбуш, де в'язні, заарештовані за діяльність в опорі, були поміщені в ізольований табір СД. В кінці 1944 року за наказом Деппнера без суду і слідства були страчені 450 бійців опору. У 1945 році Деппнер був відкликаний до Німеччини.
У травні 1945 року був заарештований радянськими військами, проте не був пізнаний і був відпущений як солдат в 1950 році. Згодом служив в Організації Гелена, а з 1956 року — в БНД. Деппнер очолював відділення, яке відповідало за шпигунство в Східному Берліні. Райнгард Гелен, який був знайомий з Деппнером, знав його в розвідці як Егона Дітріха, Ернста Бохерта і агента V-616.

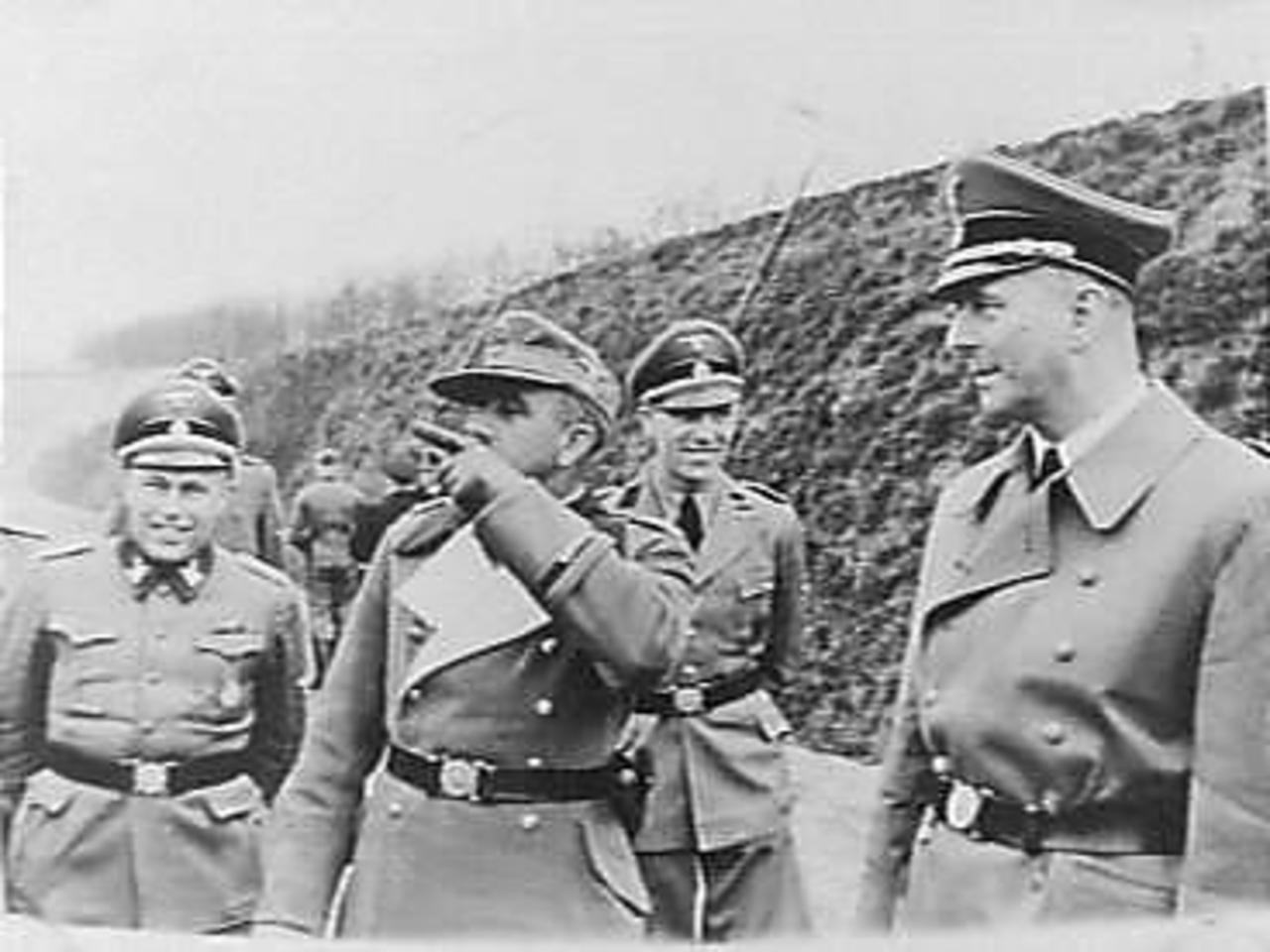
Зліва направо:Вільгельм Гарстер, Карл Марія Демельгубер, Еріх Деппнер і Ганс Раутер.

У 1960 році проти нього було розпочато розслідування прокуратурою Мюнхена, що призвело до арешту і дев'ятимісячного попереднього ув'язнення. З 20 по 22 січня 1964 року по його справі проходив судовий процес у Мюнхені. Йому було пред'явлено звинувачення в страті 65 радянських військовополонених в квітні 1942 року в концтаборі Амерсфорт. На процесі Деппнер стверджував, що він виконував накази Вищого керівника СС і поліції в Голландії Ганса Раутера. В результаті суд виправдав Деппнера.

## Нагороди
- Цивільний знак СС (№ 130 901)
- Почесний кут старих бійців
- Йольський свічник
- Спортивний знак СА в бронзі
- Німецька імперська відзнака за фізичну підготовку в бронзі